# Абенаки
Абенаките (известни още като абнаки и уабанаки) са индианско племе, принадлежащо към алгонкинските народи в североизточната част на Северна Америка.
През 17 век абенаките населяват територии, които включват части от провинция Квебек в Канада, както и части от щатите Върмонт, Ню Хампшър и Мейн в САЩ. Езикът на абенаките е алгонкински, близък с езиците на пенобскот и пенакук и малко по-различен от езиците на съседните микмаки, малисити, пасамакуоди и племената от южна Нова Англия. Племената от Лигата на петте нации в днешния щат Ню Йорк имат коренни езикови различия с алгонкинските племена на североизток.
Името абенаки всъщност не обозначава единна политическа група, а е по-скоро събирателен термин, прилаган към различни племена в Нова Англия, базиран на географски и езиков принцип. Според географското си местоположение и говоримите диалекти те се подразделят на източни (кеннебек, аросагунтакук и пигуакет) и западни (сококи, ковасук и мисиско). Източните абенаки говорят диалект близък с този на пенобскот, докато западните абенаки са по-близки езиково с пенакук.

## Разселване
Абенаките населяват земите на Северна Нова Англия и южните части на канадските крайморски провинции. Те наричат родината си „Ндакина“, което означава „нашата земя“. Източните абенаки в по-голямата си част са концентрирани в Мейн, на изток от Белите планини в Ню Хампшър. Западните населяват земите на запад от планините във Върмонт и Ню Хампшър до източните брегове на езерото Шамплейн. Южните граници на Ндакина са близо до днешната северна граница на Масачузетс с изключение на територията на пенакуките по поречието на река Меримак в южната част на Ню Хампшър. Абенаките в крайморските провинции, наричани още крайморски абенаки, обитават долините на реките Сен Кроа и Сейнт Джон близо до границата между Мейн и Ню Брънзуик. Заселването в Нова Англия и войната принуждава много от абенаките да отстъпят на север в Квебек, където впоследствие се образуват две големи общности в Сен Франсоа и Беканкур, близо до Троа Ривиер. Тези общности съществуват и днес.
Има също така три резервата в Северен Мейн (на племената пенобскот, пасамакуоди и малисити) и седем малиситски резервата в Ню Брънзуик и Квебек. Има и други групи абенаки, които не живеят в резервати и обитават земите в Северен Ню Хампшър и Върмонт.

## Население
Преди колонизацията абенаките (с изключение на пенакуките и микмаките, които влизат по-късно в конфедерацията на абенаките, и са отделни племена) са около 40 000. От тях източните са около 20 000, западните – 10 000 и крайморските – 10 000. Поради ранните контакти с европейски рибари поне две големи епидемии избухват сред абенаките през 16 век: неизвестна болест някъде между 1564 и 1570 и тиф през 1586. Най-големите поражения обаче идват едно десетилетие преди английската колонизация на Масачузетс, когато три отделни епидемии помитат Нова Англия и Канадските крайморски територии. Мейн е засегнат сериозно през 1617 (75% от населението измира), и населението на източните абенаки спада до около 5000. Западните абенаки са по-изолирани и жертвите са по-малко като вероятно половината от населението умира. През следващите десетилетия, периодично населението е връхлитано от нови епидемии:
- едра шарка (1631, 1633 и 1639)
- неизвестна епидемия (1646)
- грип (1647)
- едра шарка (1649)
- дифтерит (1659)
- едра шарка (1670)
- грип (1675)
- едра шарка (1677 и 1679)
- едра шарка и морбили (1687)
- едра шарка (1691, 1729, 1733, 1755 и 1758)

Числеността на абенаките продължава да намалява, но след 1676 те приемат хиляди бегълци от южна Нова Англия след въстанието на Метаком. В резултат на това населението им силно се смесва с почти всяко алгонкинско племе от южна Нова Англия (пенакуки, нарагансети, покумтуки, нипмуки). Потомци на тези племена все още могат да бъдат открити сред абенаките и най-вече сред сококите (западните абенаки). След още един век войни и болести, абенаките, които оцеляват след американската революция, са по-малко от 1000. Днес абенаките, живеещи от двете страни на границата, наброяват около 12 000. В САЩ абенаките не са и никога не са били федерално признати като отделно племе. Три от племената на бившата конфедерация обаче имат този статут в щата Мейн – пенобскот, пасамакуодите и малиситите по река Хултън.
Има резерват на пенобскотите на Индианския остров в Олд Таун, Мейн, като членовете на племето наброяват близо 2000. Пасамакуодите са около 2500 и живеят в три резервата в Мейн – в Плезант Пойнт, в Питър Дана Пойнт и в Индиън Таун. Хултън малиситите са около 600 души. Има седем други резервата на малисити в Канада (470 в Квебек и 2000 в Ню Брунсуик), като по този начин общият брой на малиситите е 3000. В споменатите вече Беканкур (Уолинак) и Сен Франсоа (Оданак) живеят съответно 400 и 1500 абенаки. Останалите абенаки живеят заедно с разнородното население в Квебек, Ню Брънзуик и Северна Нова Англия. Днес има около 2500 „върмонтски абенаки“ във Върмонт и Ню Хампшър, като повечето живеят в северозападната част на Върмънт, близо до езерото Шамплейн. През 1976 в Суонтън, Върмънт е създаден племенен съвет на организираната абенакска група на сококи – Сен Франсоа. Федералните власти първоначално признават групата същата година, но по-късно анулират признаването. През 1982 групата отново подава документи за федерално признаване, което все още не е получено.

## Имена
Абенаките наричат себе си „алнанбал“, което означава „хора“. Името „абенаки“ (има варианти и като „абнаки“, „бенаки“, „уабанаки“, „вабанаки“, „убенаки“, „уипанапи“ и „випанапи“) идва от монтанаи думата „уиппанап – хората на зората“ или „хората, дошли от изток“. Французите често наричат източните абенаки „вълци“ („Loup“) или „вълча нация“ („Nation Luporem“), както наричат абенаките алгонкинските племена на юг от Сейнт Лорънс, например мохиканите. Французите обаче наричат западните абенаки „сококи“. Англичаните първоначално наричат абенаките и микмаките, и останалите племена в Северна Нова Апглия и Канадските Маритимс „таратини“. По-късно това име се прилага само до микмаките, а абенаки са наричани отделно само племената в Северен Мейн. Сококите (западните абенаки) са известни в Нова Англия като индианците Сен Франсоа.
Другите имена на абенаките са: анагонга от ирокезите, обуненго, онагунга, оногонга, опананго, оуенагунга, оуенунга и скасеуанилом (от ирокезите), акуанакуа (от хуроните), башаба, ганонгагехронон (от мохокие), моасон, мауешенук, наранкамигдок и натсагана (от канауага).

## Език
Абенаките говорят алгонкински език, който се различава от езика на микмаките на север и на алгонкинските племена в южна Нова Англия. В езика на абенаките има два диалекта – източен и западен, като езикът на западните абенаки е по-близък до този на пенакуките, а езика на източните е подобен на езика на пенобскот.
Малцина днес говорят на езика абенаки като всички те живеят в Канада. Въпреки че някои от членовете на племето живеят в малки общности в Квебек и Върмонт, повечето абенаки са се смесили с останалото население.

## Племенни подразделения
Името абенаки не обозначава единна политическа група, а е по-скоро събирателен термин, който се прилага към различни племена в Северна Нова Англия и Канадските морски провинции, базиран на географски и езиков принцип. Според географското си местоположение и говоримите диалекти тези племена се подразделят на източни абенаки и западни абенаки.
Първоначално абенаките са конфедерация от няколко близки племена, населяващи северната част на Нова Англия – Източни – амасеконти, андроскогин, кенебек, пигуакет, рокамека, осипи, и вевенок. Западни – ковасук, хусак, мисиско и скуакеаг. Микмаките, пенакуките, малиситите и пасамакуодите са отделни племена, които влизат в конфедерацията по-късно.

### Източни абенаки
Източните абенаки са концентрирани главно в Мейн.
- Амасеконти – живеят между реките Горен Кенебек и Андроскогин в западен Мейн.
- Андроскогин (варианти: амарискогин, америскогин, анасагунитикук, аросагунтакук, асчинкантекук) – живеят на река Аросагунтакук. Понякога индианците Сент Франсоа погрешно са наричани аросагунтакук.
- Кенебек (каниба, сагадахок, канибесиноак, нориджгеок, нурансуак) – около река Кенебек в Северен Мейн. Селищата на кенебеките са Амасеконти (Амесоканти, Анмисуканти), Нориджгеуок (Норонджауок), Кенебек и Сагадахок.
- Осипи – около езеро със същото име в централен Ню Хампшър.
- Пенобскот (пентагоет, панаомеска), чието име в превод означава „скала“ или „скалиста земя“. Живеят от двете страни на залива Пенобскот до река Пенобскот. Една група пенобскоти населява земите около езерото Мусхед. Селищата на пенобскотите са Агункия, Аснела, Катауамтеак, Кендускеаг, Матауамкеаг, Микомби, Негас, Оламон, Олдтаун, Пасадумкеаг, Пентагует, Прекот, Сегокет и Вабаганус.
- Пигуакет (пегуак, пикуокет), които живеят най-вече в селището Пикуокет на горното течение на река Сако,
- Рокамека, които живеят около горното течение на река Андроскогин.
- Вевенок (уануинак, шипскот, вавенок и вавнок), обитават крайбрежните земи в Южен Мейн.
- Уолинак (Беканкур), които живеят в Троа-Ривер – Квебек.

Други имена, свързвани с източните абенаки, са арсикантегу и куапаг.

### Западни абенаки
Първоначално включва абенакски племена във Върмонт и Ню Хампшър, на запад от Белите планини. Думата „сококи“ означава „отцепници“. Други варианти на същото име са: асокуекик, ондеак, сакукиа, онехаги, сокони, сокуаки и зукагеси. Според някои източници, част от западните пенакук са класифицирани като сококи: амоскеаг, наамкийк, нашауай, соухеян и уинипесоки. Често сококите са бъркани със сако – група източни абенаки, живеещи близо до река Сако (смесено население от пигуакет, кенебек и андроскогин).
- Ковасук (кахас, кус, кусук, кос, кахасиак) – в Ковас – „борово място“, което се намира на река Кънектикът в Северен Върмонт.
- Хусак – живеят заедно с махиканите.
- Мисискуа (мисиско) – обитават източния бряг на езерото Шамплейн. Името им означава „там, където е барутът“.
- Шахтикок – живеят заедно с махиканите и други алгонкини на река Хъдсън северно от Олбани, щата Ню Йорк.
- Скуакеаг (скуаег, скуоукеаг) – смесено население от сококи, покумтук и нипмук.
- Сен Франсоа (Оданак) – обитават земите на югозапад от Троа-Ривер в Квебек. Имат собствени селища по поречието на река Сен Франсоа.[1]

### Крайморски абенаки
Племената малисити и пасамакуоди са наричани абенаки по исторически причини като те са по-близки по език и култура до микмаките. Французите наричат малиситите и пасамакуодите с името „ечемин“.
Името на малиситите (арунстуки, индианците от Сейнт Джон) идва от микмакската дума „малисит“, която означава „неправилно говорещи“. Малиситите наричат себе си „уластенаки“, което означава „добър речен народ“. Обитавали земите около река Сейнт Джон в североизточен Мейн и западен Ню Брънзуик. Живеят в селищата Девън, Кингсклиър, Мадауаска, Мерис, Медоктек, Оромокто, Окпак, Сейнт Ана, Сейнт Бейсил, Тобик, Вигер, Удсток и Брадърс.
Пасамакуодите (мачиаси, опананго, песмоканти, коди, скотуки, сен кроа, ункечоги), чието име означава „място, където се лови морска треска“. Селищата им са разположени на залива Пасамакуоди, на река Сент Кроа и около езеро Скудик. Имената на селищата им са: Гунаскамекук, Имнаркуан, Мачиас, Себаик и Сипаик. Други живеят на островите Луис и Кале в Мейн.

### Седем нации на Канада
Седемте канадски нации представляват седем общности, основани по река Сейнт Лорънс през 1750: Канауага и Сейнт Реджис (мохок), осуигачи (онондага и онайда), Езерото на двете планини (ирокези и ниписинг), Лорета (хурони), Сен Франсоа (сококи, пенакуки и Нова Англия алгонкински племена) и Беканкур (източни абенаки).

## История и култура
Повечето източни племена, включително абенаките, не са признати федерално като племе от САЩ. Това се дължи на рязкото намаляване или асимилацията на племенното население доста преди американското правителство да започне да признава суверенитета на местните племена.
Абенаките са управлявани от вождове, наречени сагамори, които обикновено изпълняват тази функция до края на живота си. Те обаче може да бъдат „свалени“ от власт, която всъщност е доста ограничена. Въпреки това европейските колонизатори се отнасят към тях като към монарси, което става причина за проблеми в комуникацията.